# Rosenburg-Mold
Rosenburg-Mold je obec v Rakousku ve spolkové zemi Dolní Rakousy v okrese Horn. Žije v ní 798 obyvatel (podle sčítání z roku 2016).

## Poloha
Roseburg-Mold se nachází v severní části spolkové země Dolní Rakousy v regionu Waldviertel. Leží asi 4 km jižně od okresního města Horn. Protéká tudy řeka Kamp. Rosenburgem prochází silnice B34, která vede z Hornu přes Gars am Kamp a Langenlois až do Sachsendorfu, kde se napojuje na silnici S5. Rozloha území obce činí 30,67 km2, z nichž 38,1% je zalesněných.

### Členění
Území obce Rosenburg-Mold se skládá z šesti částí:
- Maria Dreiechen
- Mold
- Mörtersdorf
- Rosenburg am Kamp
- Stallegg
- Zaingrub

## Historie
Na skále nad řekou Kamp byl v roce 1175 postaven hrad Rosenburg, který neodlučitelně patří k místním dějinám. V 16. století byl přestavěn na renesanční zámek a od roku 1681 je sídlem rodiny Hoyosových. Místo bylo jedním z center protestantského odporu vůči katolíkům. V roce 1809, podle jiných zpráv v roce 1812, zničil požár většinu zámku, po němž získal zámek dočasnou střechu. V roce 1859 začala postupná restaurace, která nijak neuškodila renesančnímu vzhledu stavby.

## Fotogalerie

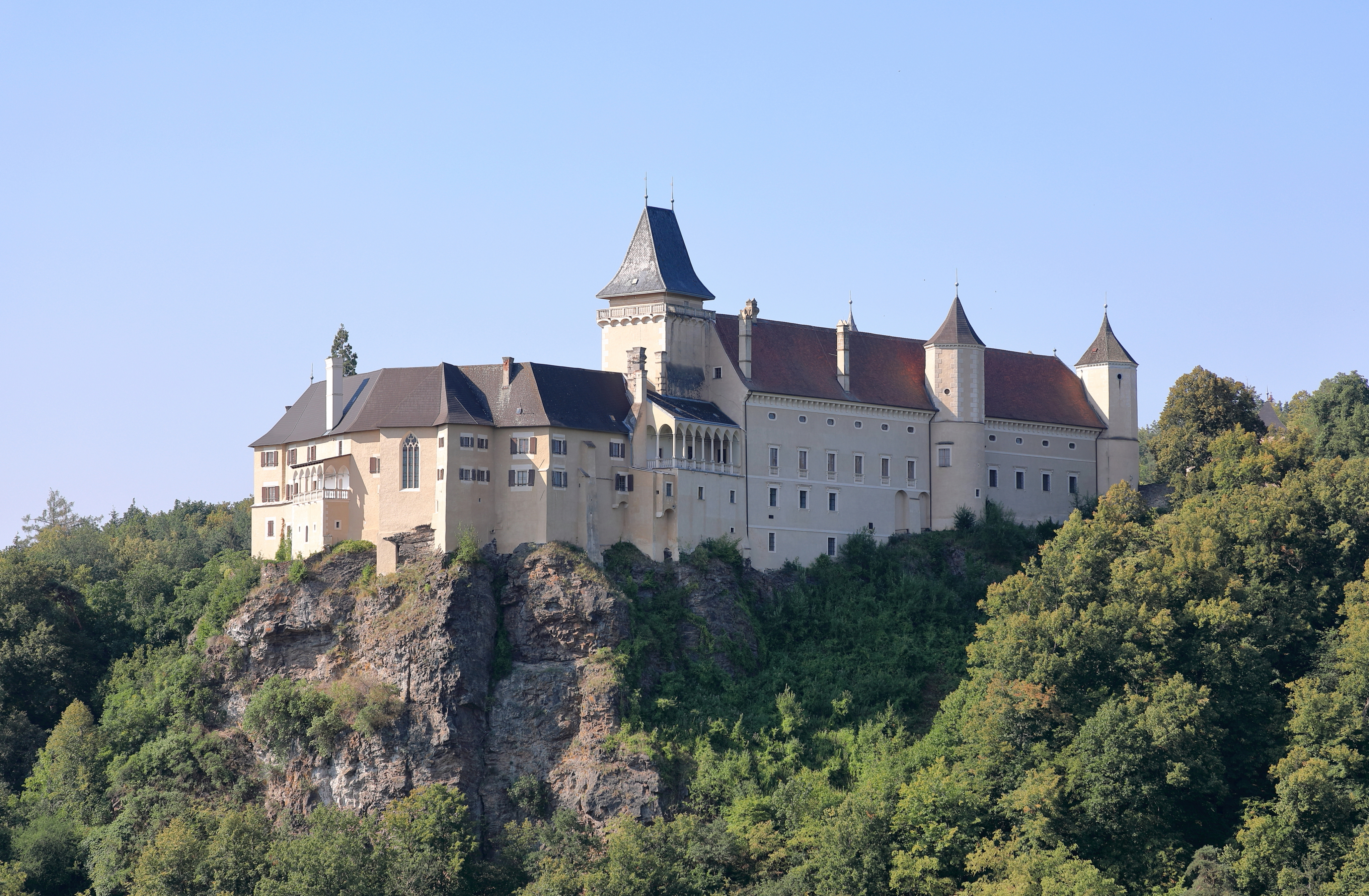
Zámek Rosenburg
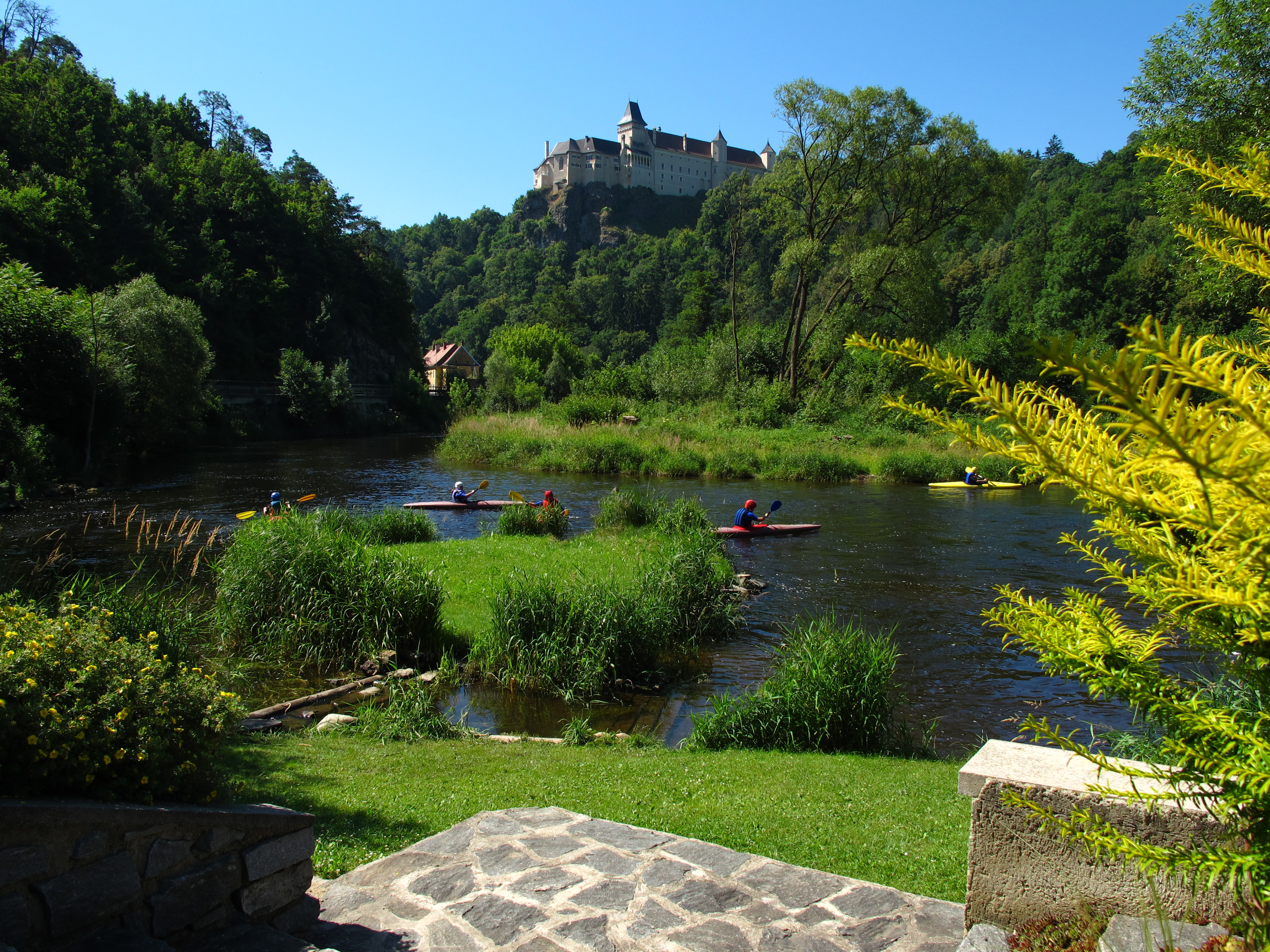
Údolí řeky Kamp
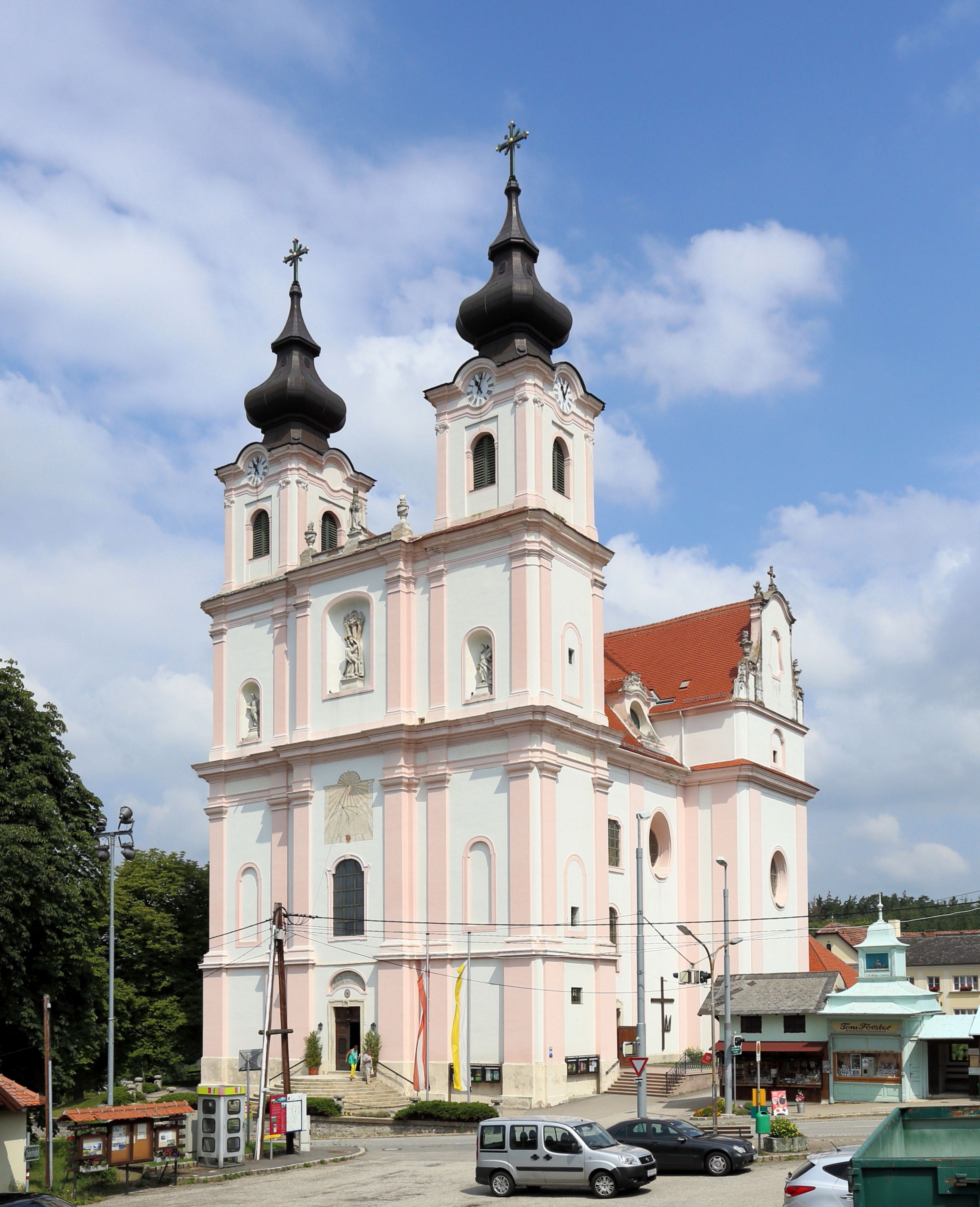
Bazilika v Maria Dreieichenu
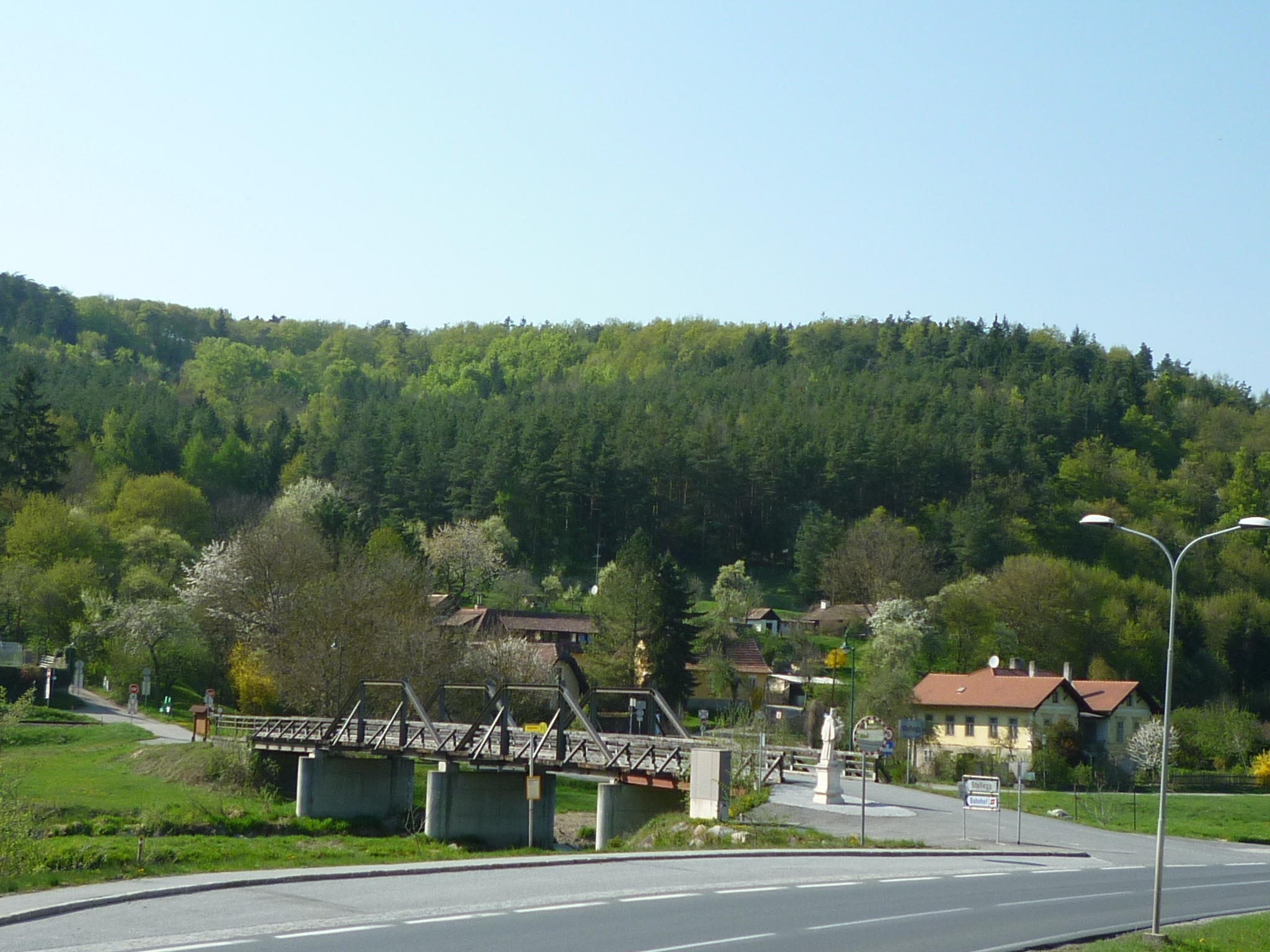
Stalleg